# Birthe Larsen (atlet)
 Der er flere personer med dette navn, se Birthe Larsen.
Birthe Larsen er en tidligere dansk atlet medlem af Københavns IF.
Larsen vandt det danske mesterskaber i højdespring 1949.

## Danske mesterskaber
- Sølv 1950 Højdespring 1,45
- Guld 1949 Højdespring 1,50
- Bronze 1948 Højdespring 1,40